# مهران اعتمادی
مهران اعتمادی، مدیر اجرایی عضو نخستین دوره شورای اسلامی شهر و شهردار اسبق کلان‌شهر شیراز بود. قائم مقام صنایع خودکفایی سپاه شهردار منطقه ۱۱ تهران در دوران شهرداری قالیباف و مدیرعامل شرکت آزاد راه تهران شمال (وابسته به بنیاد مستضعفان انقلاب اسلامی) و همچنین عضو صندوق ذخیره فرهنگیان بود. از دیگر سمت‌های وی می‌توان به مدیرعاملی شرکت سد و عمران پارس گستر وابسته به وزارت دفاع اشاره کرد.

## حرفه
او در سومین دوره از فعالیت شورای شهر به عنوان شهردار شیراز انتخاب شد. وی در خرداد ۱۳۸۶ با رای شورای سوم شهر شیراز به شهرداری این کلان‌شهر رسیده بود و در مهر ۱۳۸۹ از سوی این شورا استیضاح شد و جای خود را به «علیرضا پاک فطرت»، شهردار سابق و نماینده کنونی مردم شیراز در مجلس شورای اسلامی داد، علت استیضاح وی در آن زمان برگزاری جشنواره بالن‌ها بود که بحث‌برانگیز شد، اعتمادی نوزدهمین شهردار شیراز پس از پیروزی انقلاب اسلامی ایران و وی برادر شهید «هاشم اعتمادی» بود.

## درگذشت
اعتمادی ۳۱ فروردین ۱۴۰۰ به دلیل ابتلا به بیماری کرونا درگذشت.